# Sint-Mariaburg
Sint-Mariaburg  is een woonwijk in het noorden van Antwerpen.SINT-Mariaburg, officieel al sinds 1897. De nieuwgestichte wijk was van bij aanvang verspreid over grondgebied van de gemeenten Ekeren (in het westen, dus later aan Antwerpen toebedeeld) en Brasschaat (in het oosten). De grens tussen beide delen vormt de Kapelsesteenweg.

## Historiek
De wijk werd in de 19de eeuw/20ste eeuw op de Katerheide gesticht door Antoon Van den Weyngaert, die eveneens stichter was van de verzekeringsmaatschappij Antverpia. Hij was het die als eerste de gewone mens de kans gaf een levensverzekering af te sluiten. De wijk (voor de verkaveling een schaars bevolkt landbouw- en heidegebied) werd door stichter Van den Weyngaert gepromoot als een gezond ontspanningsoord (zwembad, ...) voor de beter gegoede burger van Antwerpen. Hij verhuisde ook het hoofdkantoor van zijn maatschappij, Bankgebouw Antverpia, en de werknemers vanuit Antwerpen naar de nieuwe wijk.
De wijk kende van 1902 tot de Eerste Wereldoorlog ook een eigen smalspoortramlijn die van het station Ekeren via de Weerstandersstraat, Willy Staeslei, Leopoldslei, Leo Vermandellei, Boskapellei, Henrilei en Emmalei naar de Kattekensberg in Brasschaat reed. Ten zuiden van de Kattekensberg en de Lage Kaart lag de Hondjesberg.
Vanaf 1934 kreeg de wijk ook een station Sint-Mariaburg aan spoorlijn 12.
Ten oosten van de Kattekensberg lag de wijk Rustoord met Lourdesgrot als bedevaartsoord en het O.L.Vrouwebeeld aan het Rustoord in Brasschaat werd jarenlang vereerd tijdens de Meivaarten van Chirojeugd Vlaanderen.

## Bezienswaardigheden
- Katerheidemolen
- Brusselse Bossen en Kattekensberg, natuurgebied
- Bankgebouw Antverpia, aan Sint Antoniuslei 95. Kantoorpand, gebouwd in 1900.[3]
- De Onze-Lieve-Vrouw van Altijddurende Bijstandkerk
- Diverse villa's in uiteenlopende bouwstijlen.

## Bekende Mariaburgenaars
- Wies Andersen (1936-2023); Vlaams acteur, tv-presentator en regisseur
- Everina Borst, beter gekend onder de naam Moeder SAROV (1888-1943); radiostem, slachtoffer van jodenvervolging.

## Nabijgelegen kernen
Kapellen, Brasschaat, Donk, Ekeren